# Johann Heinrich Ferdinand Autenrieth

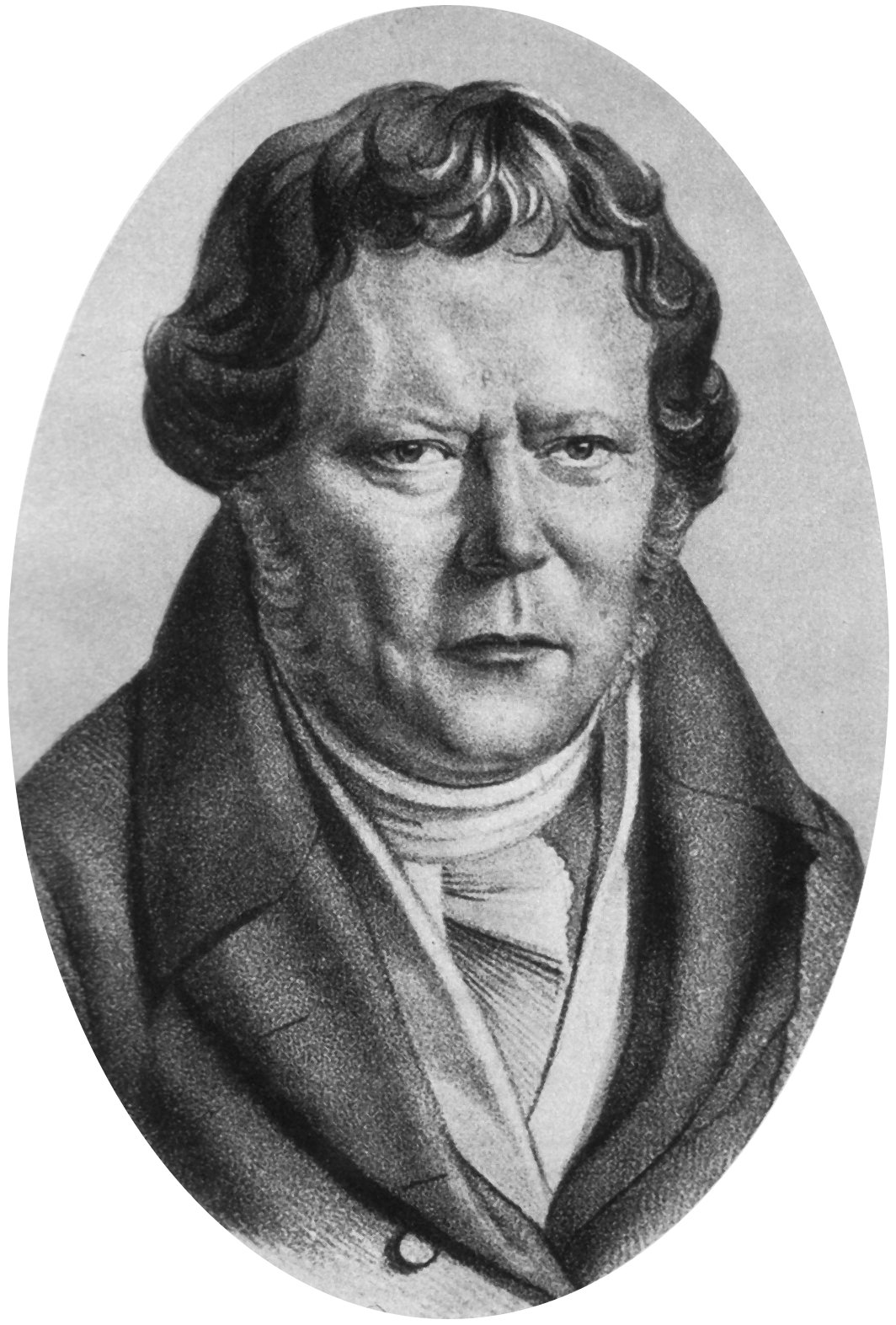
Johann Hermann Heinrich Ferdinand von Autenrieth am Lebensende

Johann Hermann Heinrich Ferdinand Autenrieth, seit 1812 von Autenrieth (auch Authenrieth, * 20. Oktober 1772 in Stuttgart; † 2. Mai 1835 in Tübingen), war ein württembergischer Mediziner. Er gilt als Begründer des Universitätsklinikums Tübingen und war Mitglied der Württembergischen Ständeversammlung. Autenrieth wurde mit seiner empirisch begründeten Heilkunde bekannt. Er war Leibarzt von König Wilhelm I. von Württemberg sowie Mitglied in vielen medizinischen Fachkommissionen in Württemberg.

## Leben

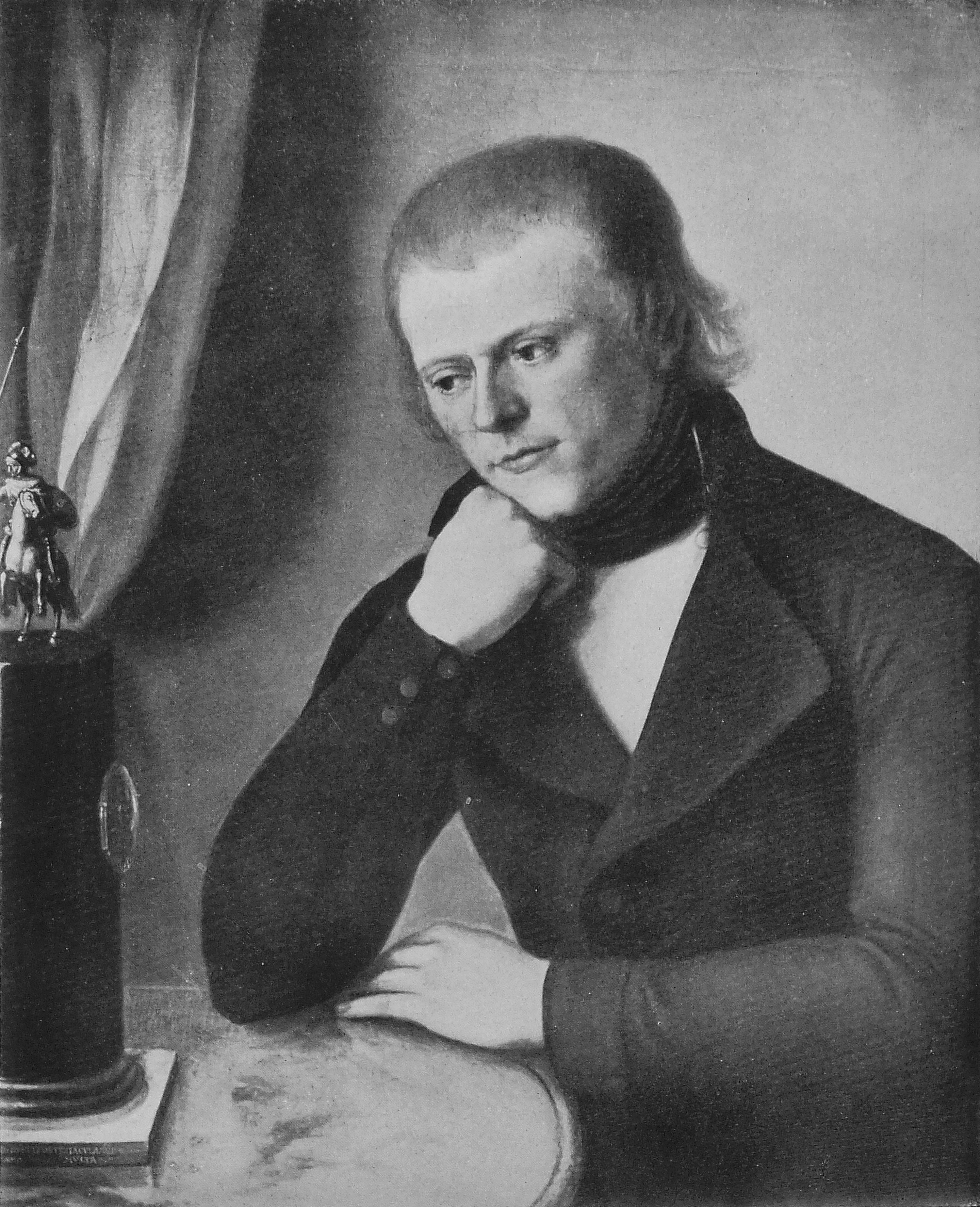
Johann Heinrich Ferdinand Autenrieth, Porträt von Christoph Friedrich Dörr, 1802

Authenrieths Eltern waren der Wirkliche Geheime Rat und Direktor der Rentkammer in Stuttgart, Jakob Friedrich Autenrieth, und dessen Frau Christiane Friedrike, geb. Ramsler. Er erhielt seine erste Ausbildung am Gymnasium in Stuttgart und hörte 1785, erst 13 Jahre alt, erste Vorlesungen in Naturwissenschaften und Medizin an der Hohen Karlsschule, an der sein Vater als Professor für Kameralwissenschaften lehrte. Er wurde Mitglied des naturwissenschaftlichen Zirkels von Baron Georges Cuvier. 1792 promovierte er in Medizin und studierte danach bei Antonio Scarpa (1752–1832) und Johann Peter Frank (1745–1821) in Pavia. Weitere Stationen waren Triest, Wien und Schemnitz in Ungarn. 1794 kehrte er nach Stuttgart zurück.
1794 begleitete Autenrieth seinen Vater auf einer Reise nach Baltimore. Er praktizierte ein halbes Jahr in Lancaster (Pennsylvania) und überstand eine Gelbfiebererkrankung. Aus Baltimore schrieb er einen Brief an Christoph Heinrich Pfaff über die Anatomie der Delfine. 1797 erschien von ihm und Leibmedicus Philipp Friedrich Hopfengärtner (1771–1897) in Stuttgart eine Übersetzung von Benjamin Rushs Buch über das Gelbfieber in Philadelphia von 1793. Nach eineinhalb Jahren kehrte er nach Stuttgart zurück und erhielt den Titel eines „Hofmedicus“, wurde Inspektor des Naturalienkabinetts des Herzogs Friedrich Eugen und im Herbst 1796 Mitglied der Sanitätskommission, die gegen die grassierende Rinderpest eingesetzt wurde. 1797 wurde er Professor für Anatomie, Physiologie, Chirurgie und Geburtshilfe an der Universität Tübingen. Zur gleichen Zeit heiratete er seine Cousine Johanne Friederike Bök (1774–1853), eine Tochter seiner Tante Louise Friederike geb. Ramsler (1749–1825) und ihres Mannes, des Tübinger Philosophieprofessors August Friedrich Bök (1739–1815). Der aus dieser Ehe hervorgegangene Sohn Hermann Friedrich Autenrieth (1799–1874), der ebenfalls ein bekannter Mediziner wurde, setzte die Arbeit des Vaters, darunter seine Lehrtätigkeit, fort.
In den ersten acht Jahren seiner Lehrtätigkeit unterrichtete er neben Anatomie und Physiologie auch Chirurgie, gab Operationskurse, unterrichtete Geburtskunde und war bis 1813 Medicinal-Visitator für die oberen Gegenden Württembergs und nach dem Tod von Christian Friedrich von Jäger Leibarzt des Königs von Württemberg.
Nachdem Autenrieth 1825 den großen, am Fuße des Österbergs gelegenen Garten seiner Schwiegereltern geerbt hatte, ließ er ihn zu einem musterhaften Lustgarten verwandeln, indem er eine große Steintreppe, eine künstliche Ruine und Grotten dort bauen sowie Tannen einpflanzen ließ. Im Garten befanden sich direkt an der Gartenstraße (die damals ein schmaler Feldweg war) auch zwei Häuser, das Gartenhaus und das Gewächshaus. Der nicht mehr existierende Autenriethsche Garten, der auch durch seinen Sohn weiter gepflegt wurde, war mehrere zehn Jahre eine vielbewunderte Perle unter den Tübinger Gärten.

## Leistungen

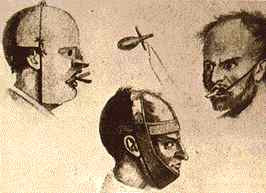
Autenriethsche Maske, Zeichnung aus einem psychiatrischen Lehrbuch. Mit solchen Masken wurden Patienten geknebelt.

Autenrieths Ansicht nach wurde in Tübingen ein Clinicum für den Unterricht am Krankenbett benötigt, wofür die Burse in der Bursagasse, die aus Philipp Melanchthons Zeit stammte, umgebaut wurde. Das Gebäude ist kaum mehr als 200 Schritte vom Theologischen Stift entfernt und bot einen landschaftlich idyllischen Ausblick. 1805 eröffnete Autenrieth darin das Hospital mit 15 Betten in zwölf Zimmern, das er von 1805 bis 1811 leitete. So trennten sich Chirurgie und Geburtshilfe von der inneren Medizin, die nun im neu eröffneten Clinicum untergebracht wurde. Von den zwölf Zimmern waren mindestens vier Einzelzimmer für psychisch Kranke vorgesehen, wobei faktisch lediglich ein bis zwei psychisch Kranke gleichzeitig aufgenommen wurden. Die Einrichtung dieser Zimmer folgte dem Schweregrad der jeweiligen Erkrankung. So war eines der Zimmer speziell für eigen- und fremdgefährdende Patienten vorgesehen. Dort war etwa der Zugang zu Ofen und Fenster durch lichtdurchlässige Palisaden gesperrt. Damit stellte Autenrieth somatisch und psychisch Kranke in der medizinischen Behandlung erstmals gleich. Dies folgte seinem Ansatz, wohnortnahe und mit ärztlicher Versorgung verbundene Einrichtungen statt  zentralisierter psychiatrischer Kliniken zu schaffen. Als die Klinik 1805 öffnete, übergab Autenrieth den Chirurgieunterricht an den neu ernannten Professor Christian Ludwig Hiller und lehrte neben Anatomie und Physiologie auch Krankheitslehre. Nach 1811 konzentrierte er sich auf Pathologie und Therapie wie auch auf klinische Forensik. Die „Irrenanstalt“ in Tübingen stellte in ihrer Art etwas Neues dar, da hier die psychisch Kranken erstmals nicht mehr nur verwahrt, sondern einer Therapie unterzogen wurden. Bis dahin wurden psychisch Kranke noch in „Tollhäusern“ ohne jede ärztliche Behandlung eingesperrt; ein Bewusstsein dafür, dass es sich bei ihnen um Kranke handelte, war noch nicht vorhanden. Erst 1808 wurde durch Johann Christian Reil, mit dem Autenrieth befreundet war, der Begriff der Psychiatrie erstmals verwendet. Nach heutigen Maßstäben waren die im Tübinger Clinicum zur Anwendung gebrachten Therapien eher Torturen. Dazu gehörte Verabreichungen von Beruhigungs- und Anregungsmitteln wie Belladonna und Digitalis, Kaltwasserbäder sowie Einreibungen mit „Authenrieths Märtyrersalbe“ von Tartarus emeticus auf dem rasierten Schädel, wodurch künstlich Geschwüre hervorgerufen werden sollten, oder die Autenriethsche Maske, mit der die Patienten am Schreien gehindert wurden. Gleichwohl lag ein Schwerpunkt der Behandlung auf einer medikamentösen Therapie gemäß dem Stand der Wissenschaft. Die damals übliche Prügelstrafe lehnte Autenrieth ab. Autenrieths Klinik war die Keimzelle des heutigen Universitätsklinikums Tübingen. 1897 konnte die Tübinger Universitätsklinik für Psychiatrie eröffnet werden, nachdem dies zuvor aus finanziellen Erwägungen mehrfach verschoben worden war.
Vom 15. September 1806 bis zum 3. Mai 1807 war der Dichter Friedrich Hölderlin (1770–1843) im von Autenrieth geleiteten Klinikum untergebracht. Autenrieth bestimmte, dass der damals 20-jährige Medizinstudent Justinus Kerner (1786–1862) sich des 16 Jahre älteren zwangseingewiesenen Hölderlin annehmen und das Krankenbuch führen sollte. Kerner fühlte sich während seiner Studienjahre in Tübingen von Hölderlin als Dichter angezogen und fasziniert. Es sind jedoch seinerseits kaum Angaben zur medizinischen Behandlung von Hölderlin erhalten. Insbesondere ist nicht bekannt, ob er im Palisadenzimmer untergebracht wurde; jedenfalls aber wurde er nicht vernachlässigt, sondern nach zeitgemäßen, fortschrittlichen Methoden behandelt, wozu auch Spaziergänge gehörten. Hölderlin wurde als unheilbar krank aus dem Autenrieth’schen Krankenhaus entlassen und von einem Bewunderer seiner Werke, dem Schreinermeister Ernst Zimmer, zur Pflege aufgenommen. Er bewohnte in dessen Haus, das erst viel später die Bezeichnung Hölderlinturm erhielt, 36 Jahre lang ein Zimmer.
Nach dem Tod Wilhelm Gottfried Ploucquets (1744–1814) war Autenrieth der gefragteste Mediziner in Tübingen. Menschen aus Württemberg und aus anderen Ländern suchten seinen Rat. Autenrieth spielte eine wichtige Rolle beim Aufbau des Medizinwesens im Königreich Württemberg. Nach Christian Friedrich von Schnurrer wurde Autenrieth, während er Professor blieb, 1819 Vizekanzler der Universität Tübingen. In dieser Eigenschaft war Autenrieth Mitglied der Württembergischen Ständeversammlung. Im Jahr 1821 wurde er zum Mitglied der Gelehrtenakademie Leopoldina gewählt. Seit 1812 war er korrespondierendes Mitglied der Preußischen Akademie der Wissenschaften.
Von 1822 bis zu seinem Tod 1835 war Autenrieth Kanzler der Universität. Seit 1821 besaß er bis zu seinem Tod ein Mandat in der württembergischen Abgeordnetenkammer, der Zweiten Kammer des Landtags, was zu Unterbrechungen seiner Lehrtätigkeit führte.

## Ehrungen
1812 wurde Autenrieth mit dem Ritterkreuz des Zivilverdienstorden ausgezeichnet, welches mit dem persönlichen Adelstitel verbunden war. 1818 erhielt er das Ritterkreuz des Ordens der Württembergischen Krone.

## Schriften
- Der physische Ursprung des Menschen. Friedrich Wilhelm Haselmayer, Tübingen 1800 (Digitalisat).
- Johann Christian Reil, Johann Heinrich Ferdinand Autenrieth (Hrsg.): Archiv für Physiologie. Curtsche Buchhandlung, Halle 1807–1812. 1812 (Digitalisat)
- Joh. Heinr. Ferd. v. Autenrieth, Joh. Gottlieb Fri. v. Bohnenberger (Hrsg.): Tübinger Blätter für Naturwissenschaften und Arzneykunde. Osiander, Tübingen 1815–1887 Erster Band Erster Teil Zweiter Band, Zweiter Teil Zweiter Band, Dritter Teil.
  - Charakter der herrschenden Krankheiten in Tübingen. In: „Tübinger Blätter für Naturwissenschaften und Arzneykunde“.
  - Gehörkrankheiten. In: „Tübinger Blätter für Naturwissenschaften und Arzneykunde“.
  - Schwindsucht. In: „Tübinger Blätter für Naturwissenschaften und Arzneykunde“.
- Ueber den Menschen und seine Hoffnung einer Fortdauer vom Standpunkte des Naturforschers aus. Laupp, Tübingen 1825.
- Archiv für Physiologie, (1807, Bd. VII; 1809, Bd. IX), gemeinsam mit Johann Christian Reil (1759–1813) verlegt
- Seine Schriften aus Pavia wurden in Baldinger’s Neues Magazin, 1794, Bd. XVI, veröffentlicht
- B. Rush:  Beschreibung des gelben Fiebers, das 1793 in Philadelphia herrschte. Tübingen, 1796. Übersetzt von Autenrieth und Philipp Friedrich Hopfengärtner. Cotta, Tübingen 1796. (Digitalisat)
- Experimenta et observata quaedam de sanguine praesertim venoso.
- Briefe eines Reisenden über Ungarn. Flora, Bd. 3.
- Bemerkungen über die Seekrankheit. In: „Hufelands Journal der practischen Arzneykunde und Wundarzneykunst“, 1796.
- Supplementa ad historiam embryonis humani. Inaugural program as professor, 1797.
- Handbuch der empirischen menschlichen Physiologie. Teil 1–3, Tübingen 1801–1802. Erster Teil, Zweiter Teil, Dritter Teil
- Der physische Ursprung des Menschen, durch Erhaben gearbeitete Figuren sichtbar gemacht und mit raisonnirenden Auszügen aus den besten Schriftstellern begleitet.  Haselmayer, Tübingen 1800. Theil 1
- Bemerkungen über den Bau der Scholle und das Skelet der Fische im Allgemeinen. In: Christian Rudolph Wilhelm Wiedemann’s Archiv für Geologie und Zootomie, 1800, Bd. 1.
- als Hrsg.: Versuche für die praktische Heilkunde aus den clinischen Anstalten von Tübingen. Cotta, Tübingen 1807–1808. Teil 1
- Anleitung für gerichtlichte Aerzte und Wundärzte bei jenen Fällen von Legal-Inspectionen und Sectionen, Vergiftungen, Kindermord … in welchen die erste Untersuchung genugthuend sein muss. Cotta, Tübingen 1806 (Digitalisat).
- Ueber das Buch Hiob. Heinrich Laupp, Tübingen 1823 (Digitalisat)
- Ueber den Menschen und seine Hoffnung einer Fortdauer vom Standpunkte des Naturforschers aus. Einige academische Reden mit einem Anhang. Heinrich Laupp, Tübingen 1825 (Digitalisat)
- Ueber die Verlegung der Universitäten in die Residenzen. Heinrich Laupp, Tübingen 1826. (Digitalisat)
- Abhandlung über den Ursprung der Beschneidung bei wilden und halbwilden Völkern, mit Beziehung auf die Beschneidung der Israeliten. Heinrich Laupp, Tübingen 1829 (Digitalisat)
- Ansichten über Natur- und Seelenleben. Cotta, Stuttgart u. a. 1836 (Digitalisat)
- Handbuch der speciellen Nosologie und Therapie nach dem Systeme eines berühmten deutschen Arztes und Professors. Teil 1 Zweiter Teil Dieses zweibändige Werk wurde 1834 bis 1836 von Carl Ludwig Reinhard ohne Autenrieth’s Namensnennung veröffentlicht. Es erschien 1838 als „Autenrieth’s Vorlesungen“